# Prażki
Prażki – wieś w Polsce położona w województwie łódzkim, w powiecie tomaszowskim, w gminie Będków.
W roku 2007 nazwa „Prażki” objęła osadę Jakubów.
W Prażkach, opodal rzeki Miazgi rośnie ciekawe drzewo – Lipa Reymonta, ok. 400-letnia lipa drobnolistna. W pobliżu drzewa stał dom rodzinny Reymontów.
W latach 1954-1959 wieś była siedzibą gromady Prażki, po jej zniesieniu w gromadzie Będków. Prażki (gromada) W latach 1975–1998 miejscowość administracyjnie należała do województwa piotrkowskiego.